# Montagna sulla Strada del Vino
Montagna sulla Strada del Vino (Montan an der Weinstraße in tedesco) (fino al 14 aprile 2023 Montagna/Montan) è un comune italiano di 1 751 abitanti della provincia autonoma di Bolzano in Trentino-Alto Adige.

## Origini del nome
Il toponimo è attestato come Montana nel 1215-1218, come Montagna nel 1234 e come villa Muntagne nel 1307 e deriva dal latino *muntanea ("di monte"). Nel 1435 l'insediamento è chiamato invece Montæny.

## Storia
Castelfeder è un insediamento preistorico e romano su una collina di porfido, strategicamente importante, nei pressi di Montagna in Alto Adige, sopra Ora, che costituisce una cupola spaziosa a struttura multipla. Il "Castello superiore", in tedesco Oberburg, sorge a circa 190 metri sul fondovalle ed è situato a 405 metri sul livello del mare.
Nella chiesa di Pinzano (Pinzon), sull'altare si trova un trittico del Maestro Hans Klocker da Bressanone.
Castel d'Enna (in ted.: Schloss Enn), è un castello presso Montagna, che ha avuto origine attorno al XII secolo, nato come tante altre fortezze locali dell'epoca quale castello-recinto, contenente verosimilmente un palazzo baronale.
Nella frazione comunale di Gleno risiedette Ettore Tolomei (1865-1952), il senatore nazionalista italiano massimo artefice dell'italianizzazione della toponomastica germanofona del Tirolo meridionale a seguito dell'annessione all'Italia. Egli riposa nel locale cimitero: dagli anni sessanta in poi la sua tomba venne ripetutamente fatta oggetto di atti vandalici da parte dei gruppi irredentisti locali (quali il Befreiungsausschuss Südtirol) ed è pertanto sorvegliata costantemente dalle forze dell'ordine.

### Simboli
Lo stemma raffigura un leone d'argento, con lo sguardo fisso e gli artigli d'oro, su sfondo azzurro.
È l'insegna dei Signori di Enn che fecero costruire l'omonimo castello nel XII secolo. Lo stemma è stato adottato nel 1967.

## Monumenti e luoghi d'interesse

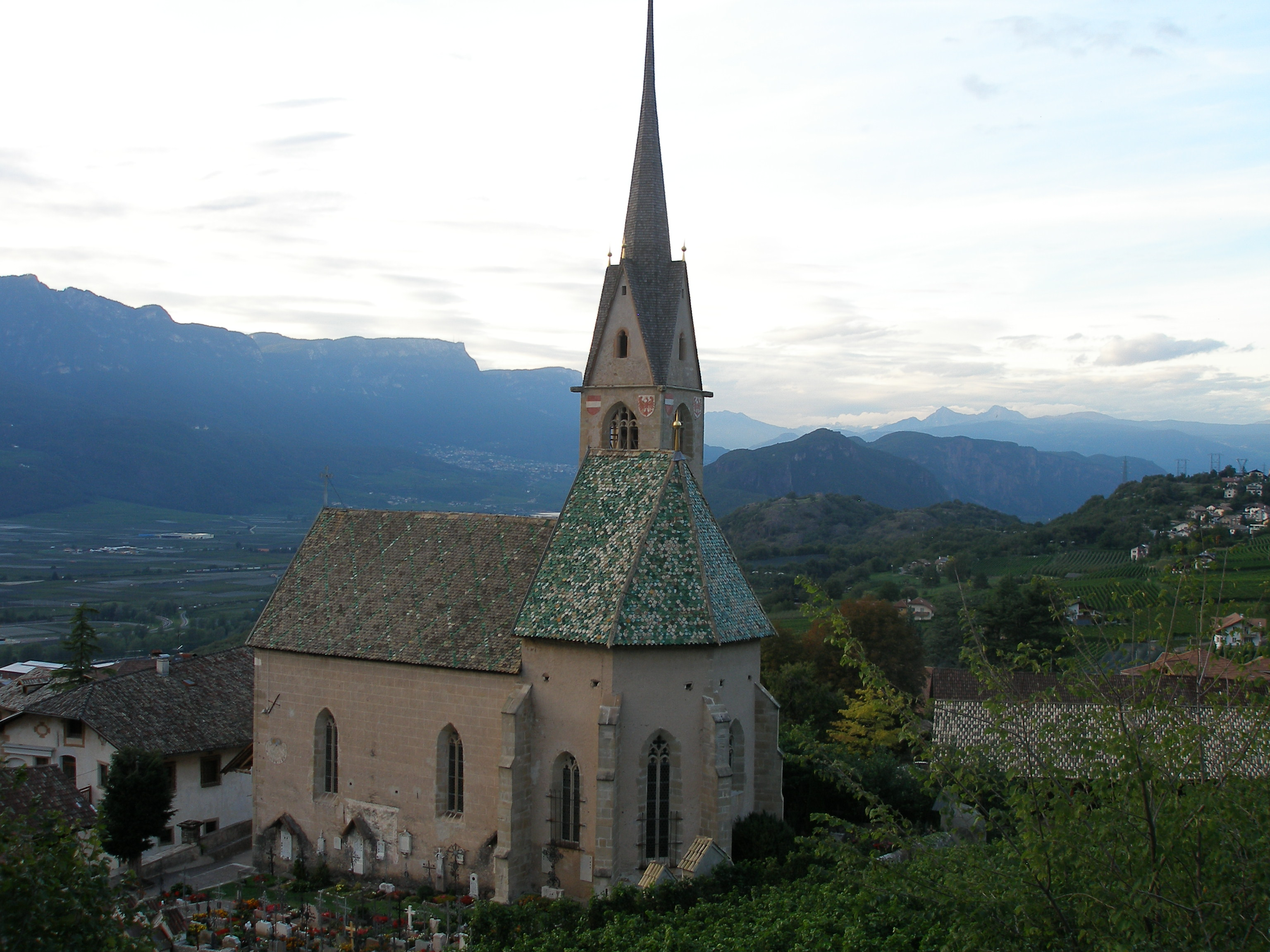
La Chiesa di Santo Stefano a Pinzano.

- Chiesa parrocchiale di San Bartolomeo Apostolo, costruita tra il 1875 e il 1881 sulla base di una precedente cappella medievale.
- Castel d'Enna, posto sopra all'abitato, in posizione dominante.
- Chiesa di Santo Stefano a Pinzano, romanico-gotica, conserva un altare di Hans Klocker, del 1490.

## Società

### Ripartizione linguistica
La popolazione è in larga parte di madrelingua tedesca:
| %      | Ripartizione linguistica (gruppi principali) |
| ------ | -------------------------------------------- |
| 91,92% | madrelingua tedesca                          |
| 7,71%  | madrelingua italiana                         |
| 0,37%  | madrelingua ladina                           |

### Evoluzione demografica
Abitanti censiti

## Infrastrutture e trasporti
Dal 1917 al 1963 Montagna fu servita dalla ferrovia della Val di Fiemme, collegante Ora a Predazzo; la locale stazione, dopo la dismissione della linea, è divenuta un'abitazione privata.

## Amministrazione
| Periodo | Periodo   | Primo cittadino      | Partito | Carica  | Note |
| ------- | --------- | -------------------- | ------- | ------- | ---- |
| 2005    | 2010      | Alois Amort          | SVP     | Sindaco |      |
| 2010    | in carica | Monika Hilber-Delvai | SVP     | Sindaco |      |